# Sincan (district)
Sincan is een Turks district in de provincie Ankara en telt ruim 500.000 inwoners. Het district heeft een oppervlakte van 344,3 km².

## Geschiedenis
Hoewel de exacte datum van het ontstaan van Sincan niet bekend is, is de naam van het dorp ‘Sincan’ te vinden in de archieven van de 17e eeuw. In de eerste jaren van de Republiek was Sincan een klein dorpje met 28 huishoudens. Dit aantal groeide echter tot 1.258 inwoners in 1950, vooral door de komst van immigranten uit Dobroedzja (Roemenië en Bulgarije). De meeste van deze nieuwe inwoners werken in de tulpenbollenindustrie.
Het typisch immigrantendorp Sincan ontwikkelde zich in korte tijd tot een dichtbevolkt stedelijk district, vooral vanwege de ligging aan de rijksweg Ankara-Beypazarı-Ayaş bij de spoorweg Istanbul-Ankara. In 1956 werd Sincan een subdistrict van Ankara. Door de snelgroeiende bevolking werd Sincan op 30 november 1983 krachtens wet nummer 2963 omgevormd tot een district, en vervolgens, met het besluit van de ministerraad van 8 maart 1988 en nummer 88/12721, werd Sincan opgenomen binnen de grenzen van de grootstedelijke gemeente Ankara.

## Bevolking
Sincan is een district met een snelle bevolkingsgroei en een jonge bevolking. Tussen 1985 en 2019 is de bevolking van het district meer dan vertienvoudigd, vooral als gevolg van de toenemende urbanisatie en de daarmee samenhangende leegloop van het platteland. In 2019 was ongeveer een kwart van de bevolking tussen de 0 en 14 jaar oud, 70% was tussen de 15 en 64 jaar oud en 5,8% van de bevolking bestond uit 65-plussers.
|  |

## Politiek

### Burgemeesters
| Jaar | Naam            | Partij   |
| ---- | --------------- | -------- |
| 1984 | Ali Rıza Acar   | ANAP     |
| 1989 | Aziz Gürsoy     | SHP      |
| 1994 | Bekir Yıldız    | RP       |
| 1999 | Rüstem Altınbaş | FP       |
| 2004 | Hasan Altın     | AK Parti |
| 2009 | Mustafa Tuna    | AK Parti |
| 2014 | Mustafa Tuna    | AK Parti |
| 2019 | Murat Ercan     | AK Parti |